# TV a retro-proiezione

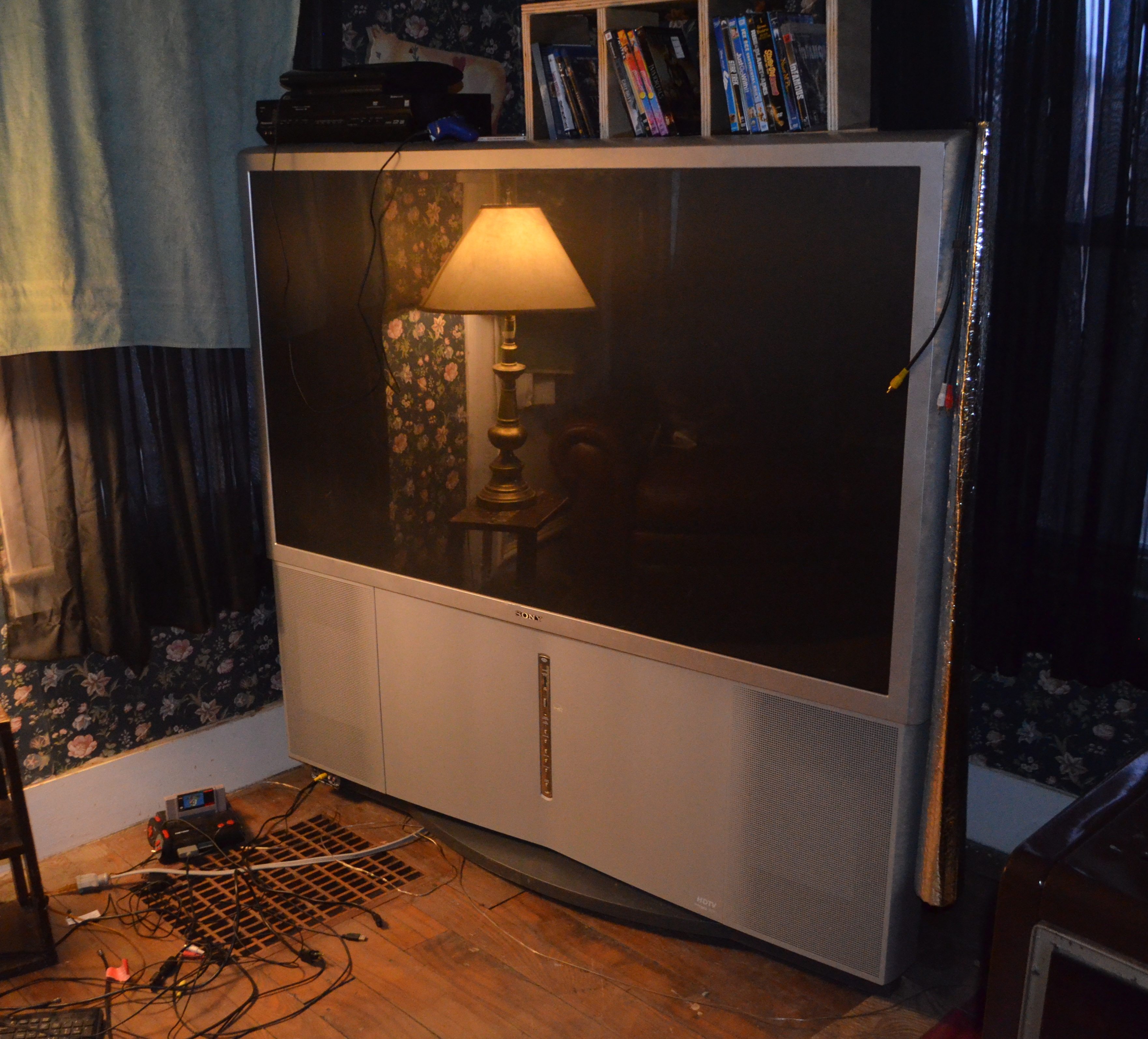
TV a retroproiezione CRT Sony da 65"

Un televisore a retro-proiezione (RPTV) è un tipo di schermo di grandi dimensioni. Fino al 2005 era la tecnologia più conveniente per schermi con diagonale di oltre 100 pollici (250 centimetri).
È una variante della videoproiezione che, anziché proiettare l'immagine dal fronte, la proietta dal retro dello schermo. Il proiettore è situato alla base del televisore e mediante un sistema di specchi l'immagine è indirizzata allo schermo traslucido. Tuttavia il difetto principale era la scarsa definizione, il contrasto quasi assente e il rapido consumo della lampada interna fecero sì che la tecnologia fosse quasi un flop, poiché tanti tv a tubo catodico superavano di gran lunga la tecnologia a retroproiettore in contrasto e definizione immagine come i Sony Trinitron.

## Ricaduta della tecnologia
Mentre erano popolari nei primi anni del 2000 come alternativa ai più costosi display al plasma e LCD, successivamente alla rapida caduta dei prezzi di questi ultimi ed i notevoli miglioramenti tecnologici, sono diventati obsoleti.

## Tipi di sistemi a retro-proiezione
Un TV a retro-proiezione utilizza un proiettore per creare l'immagine che tramite lenti e specchi viene indirizzata allo schermo.
Le seguenti sono le più usate tipologie di proiezione, che differiscono per il modo in cui l'immagine viene generata:
- Proiettori CRT: tubi catodici di dimensioni ridotte riproducono l'immagine come avviene in un normale televisore CRT. Solitamente vengono utilizzati tre tubi: rosso, verde e blu, che producono tre diverse immagini le quali devono essere perfettamente sovrapposte tra loro al fine di ottenerne un'unica a colori.
- Proiettori LCD: una lampada emette luce attraverso un chip a cristalli liquidi il quale genera l'immagine che viene poi proiettata. I cristalli liquidi vengono manipolati usando corrente elettrica, al fine di regolare la quantità di luce che vi passa attraverso. In genere vengono utilizzati tre chip LCD separati per rosso, verde e blu; le tre immagini vengono sovrapposte all'interno del proiettore tramite un prisma.
- Proiettori DLP: la luce emessa dalla lampada viene riflessa da un chip DMD, il quale è ricoperto da microspecchi (uno per ogni pixel) che vengono orientati tramite segnali elettrici riflettendo quindi la luce (rendendo il pixel completamente luminoso) o meno (completamente scuro). Visto il costo di questa tecnologia, generalmente si usa un solo chip e sequenzialmente si producono immagini rosse, verdi e blu.